# Лежава, Ирина Карловна
Ирина Карловна Лежава (12 мая 1956, Киев — 31 января 2015, Москва) — российский прозаик, поэтесса.

## Биография
Окончила Тбилисский государственный университет им. И. Джавахишвили (1977), Литературный институт им. А. М. Горького (1987).
Первый рассказ был опубликован в журнале «Юность» в 1981 году, первая книга прозы «Чему учат звезды» вышла в 1989-м.
В 2012 году у Ирины Лежава вышла книга прозы «Так сказал Заратустра», которая стала победителем конкурса «Лучшая книга года» — 2012 в номинации «Фантастика, мистика, эзотерика» (организатор конкурса — Продюсерский центр Александра Гриценко при информационной поддержке, Союза писателей-переводчиков, Международного общества А. П. Чехова, Московской городской организации Союза писателей России). В 2013 году «Так сказал Заратустра» удостоилась звания «серебряного лауреата» по рейтингу Международной гильдии писателей («Её величество книга!» конкурс «Её величество книга!»). В 2014-м году та же книга была награждена грамотой Московской городской организации Союза писателей России «Лучшая книга 2012—2014 годов»
В феврале 2014 года немецкое издательство «Stella» выпустило книгу Ирины Лежава «Причитание», написанную на грузинском материале и посвященную Грузии. Книга была отмечена дипломом «за высокое художественное мастерство» (конкурс «Её величество книга!», 2014).
По итогам публикаций в альманахе «Российский колокол» Ирина Лежава стала победителем в номинации «Лучший писатель России» — 2012, финалистом в номинации «Лучший прозаик России» — 2012 по итогам народного голосования, дипломантом конкурса «Лучшее перо России» — 2012 (организатор конкурса — Продюсерский центр Александра Гриценко при информационной поддержке, Союза писателей-переводчиков, Международного общества А. П. Чехова, Московской городской организации Союза писателей России).
Некоторые произведения Ирины были переведены на испанский, украинский, немецкий, венгерский и болгарский языки, эссе — на английский. Ирина являлась членом Московской городской организации Союза писателей России, Международной гильдии писателей, Союза писателей-переводчиков и Международного общества А. П. Чехова. Была участником «Школы букеровских лауреатов» в Милане (2012 г.). В составе делегации писателей России ездила на Франкфуртскую книжную ярмарку — 2012, а в составе делегации Международной гильдии писателей — на Лейпцигскую книжную ярмарку — 2014.
Лауреат премии «Литературное наследие». Была одним из организаторов и председателем жюри литературного конкурса «Нереальная новелла» системы «Русская Тройка» на сайте «Самиздат», судьёй на Международном литературном конкурсе «Согласование времен» (Германия).